# Hollola
Hollola est une municipalité du sud de la Finlande, dans la région du Päijät-Häme.

## Histoire
Hollola est l'une des plus anciennes paroisses du pays. Son histoire remonte au début du XIIIe siècle. La petite église Sainte Marie qui est aujourd'hui sa curiosité principale est édifiée entre 1495 et 1510. On y trouve trois manoirs importants, fondés à partir du XVe siècle : Messilä, Pyhäniemi et Laitiala. La paroisse a donné naissance à toutes les villes de la région, d'abord Heinola (1776), et plus tardivement (1905) Lahti.
La commune reste largement agricole jusque dans les années 1960. Elle connaît ensuite un développement spectaculaire qui bouleverse les équilibres de la municipalité, devenue depuis une banlieue de Lahti.

## Géographie

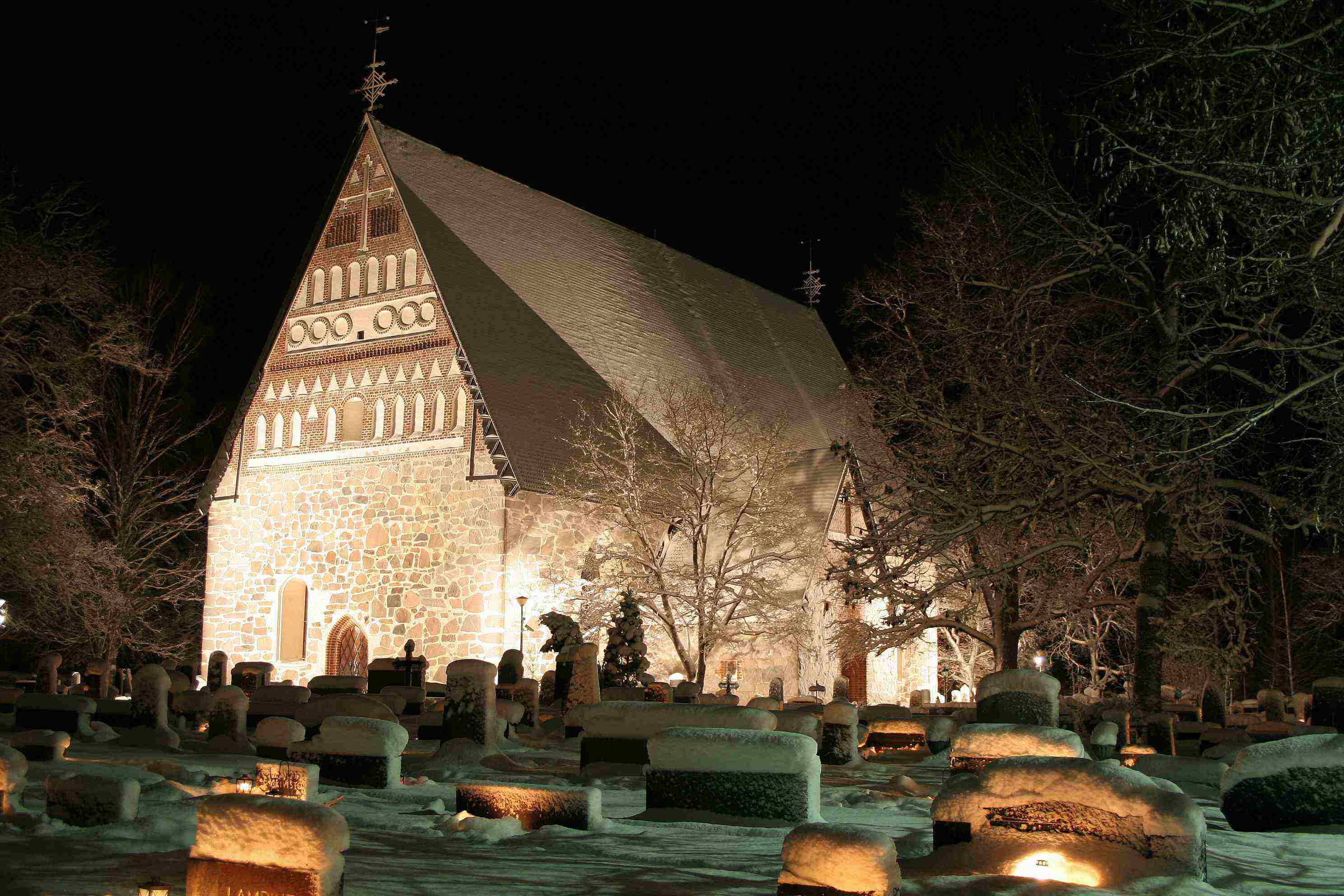
Église médiévale d'Hollola (1510), veillée de Noël 2005.

Bien que relativement petite, la commune est assez contrastée, très urbanisée à proximité de Lahti et beaucoup plus sauvage dans d'autres parties. Elle est traversée par le Salpausselkä dans sa partie la plus spectaculaire.
Si l'ancien centre administratif est un village hors du temps sur les rives du grand lac Vesijärvi, le nouveau, Salpakangas, est une banlieue dynamique de Lahti (à 13 km du centre-ville) comptant 10 000 habitants.
Outre Lahti et Nastola à l'est, les communes frontalières sont Orimattila au sud-est, Kärkölä au sud-ouest, Hämeenkoski à l'ouest et Asikkala au nord. Helsinki est à 111 km et Tampere à 113 km.

## Transports

### Transports ferroviaires
Hollola est sur la voie ferrée Kerava–Lahti et sur la voie ferrée Riihimäki-Lahti.

### Transports routiers
Hollola est traversée par la route nationale 12 venue de Rauma via Tampere
Les autres routes importantes sont l'autoroute route nationale 4 (E75) qui traverse le sud de la municipalité avant d'arriver à Lahti, et la route nationale 24 qui part de Lahti vers le nord, jusqu'à Jämsä.
Hollola est aussi traversée par les routes régionales 295 (Hollola-Mäntsälä), 296 (Hollola-Lahti) et 317 (Hämeenlinna-Asikkala).

## Démographie
Depuis 1980, l'évolution démographique de Hollola est la suivante, :
| Année      | 1980   | 1985   | 1990   | 1995   | 2000   | 2005   |
| ---------- | ------ | ------ | ------ | ------ | ------ | ------ |
| population | 18 733 | 20 712 | 22 236 | 22 629 | 22 592 | 23 390 |

| Année      | 2010   | 2015   | 2020   |
| ---------- | ------ | ------ | ------ |
| population | 24 106 | 23 915 | 23 428 |

## Jumelages
- Arboga (Suède)
- Nordkapp (Norvège)
- Ebeltoft (Danemark)

## Personnalités
- Ville Haapasalo
- Erkki Huurtamo
- Oskari Lehtonen
- Arttu Lindeman
- Toni Piispanen
- Mika Pohjonen
- Aino-Kaisa Saarinen
- Eppu Salminen
- Krisse Salminen
- Jukka-Pekka Saraste
- Petri Saraste
- Jouko Siikaniemi
- Väinö Siikaniemi
- Laura Voutilainen

## Galerie

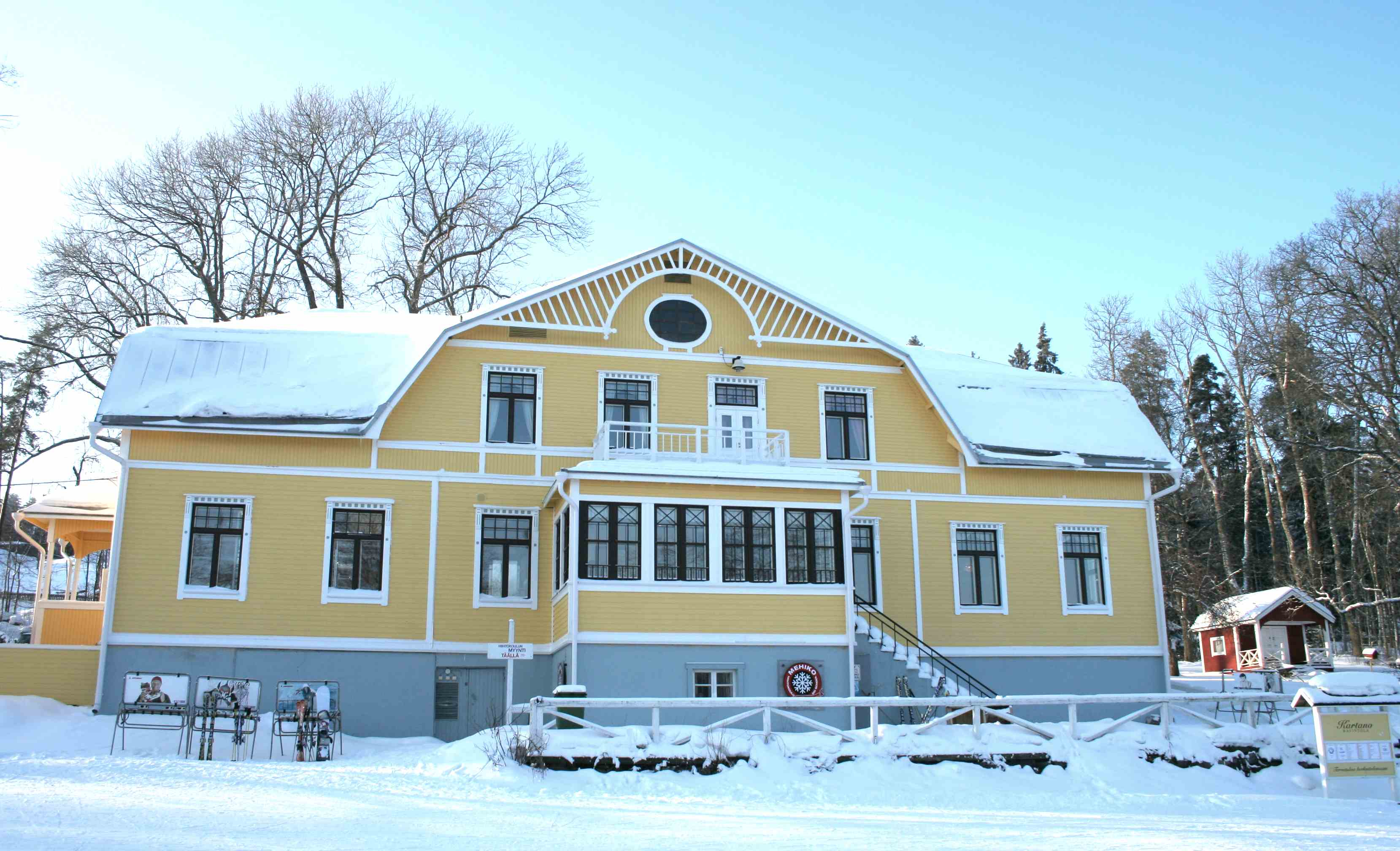
Manoir de Messila
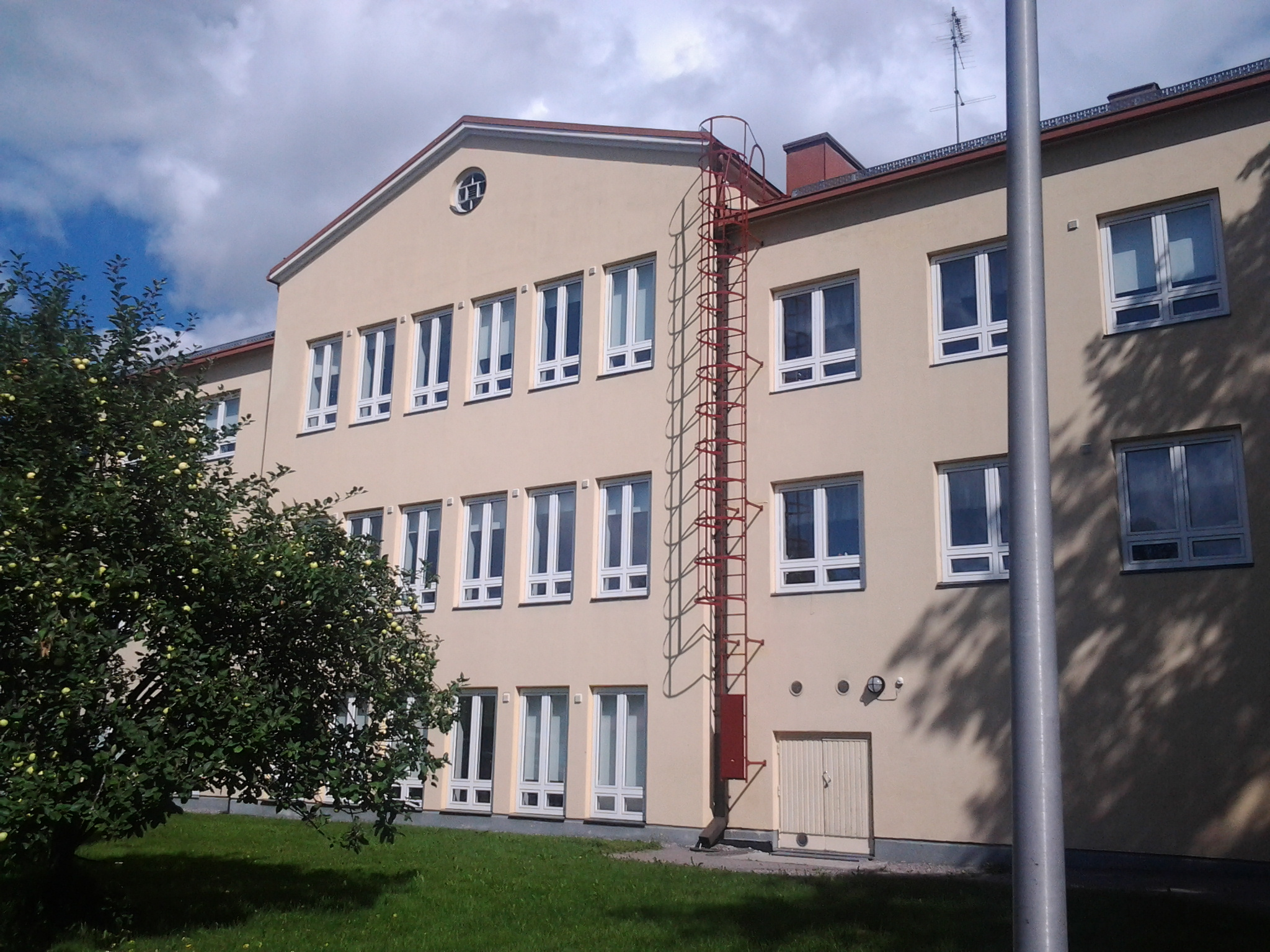
École de Hälvälä.
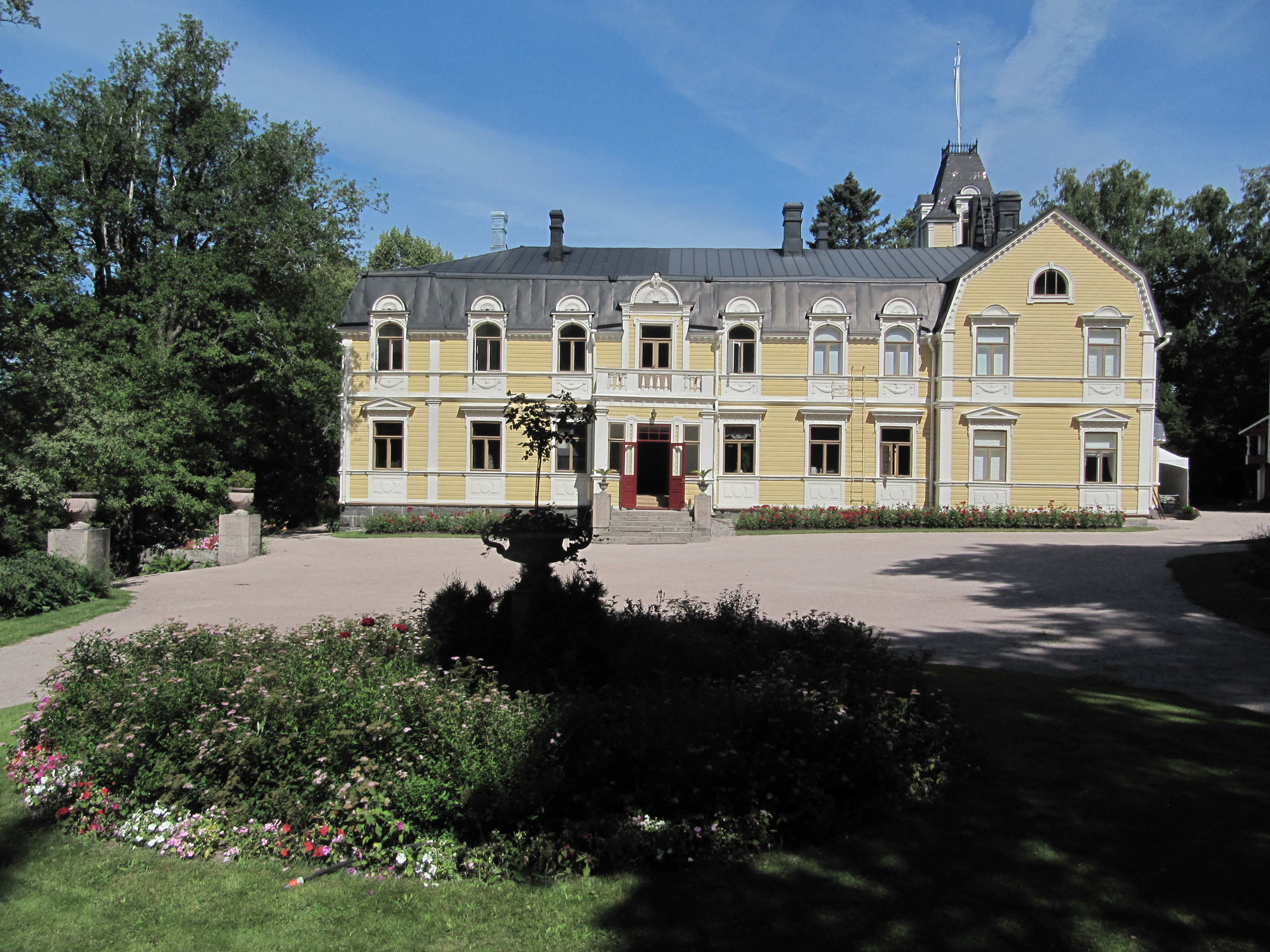
Manoir de Pyhäniemi.
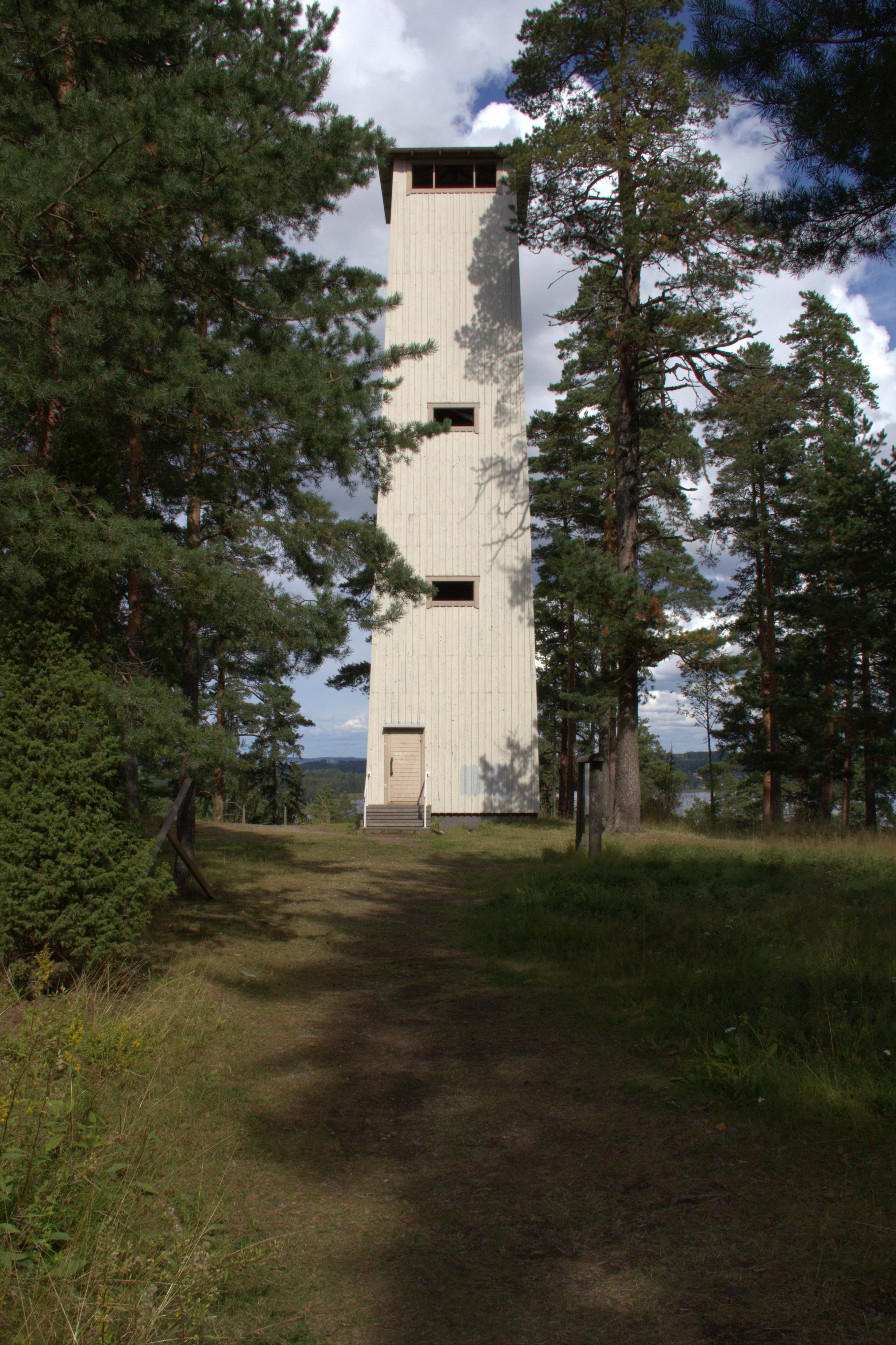
Colline fortifiée de Kapatuosia